# Kurt Völker
Kurt Völker (* 27. Januar 1891 in Giebichenstein bei Halle (Saale); † 16. November 1972 in Halle (Saale)) war ein deutscher Maler und Grafiker.

## Leben
Völkers Vater, Carl Völker, war Kunstmaler in Giebichenstein, die Mutter war Friederike Marie Wilhelmine Hoepfner. Völker lernte beim Vater und übernahm nach dessen Tod 1921 mit dem älteren Bruder Karl die Werkstatt. Beide führten viele Aufträge gemeinsam aus. Sie waren mit der Hallenser Künstlerszene eng verbunden. 1947 bezog Kurt Völker eine Baracke in der Künstlerkolonie in der Fischer-von-Erlach-Straße 14. In derselben Baracke wohnten folgende Künstlerkollegen mit ihren Familien: Meinolf Splett, Fritz Stehwien (1914–2008), Clemens Kindling (1916–1992) und  Otto Müller. In der Nachbarbaracke wohnten Richard Horn, Karl Erich Müller, Herbert Lange und Helmut Schröder.
Kurt Völker schuf Gemälde und Aquarelle, zum Teil im impressionistischen Stil, aber auch Zeichnungen.

## Werke (Auswahl)
- Halle (ca. 1928, Öl)[1]

- Petersberg (1952, Aquarell)[2][3]

- Kartoffelernte (1952, Öl)[4][3]

## Ausstellungen (unvollständig)
- 1928: Essen, Folkwang-Museum („Kunst und Technik“)

- 1933/1937: Bitterfeld („Unsere Heimat im Bilde“)[5]

- 1948 Halle (Saale), Städtisches Museum für Kunst und Kunstgewerbe in der Moritzburg (Großen Kunstausstellung Sachsen-Anhalt)[6]
- 1966 Halle (Saale), Staatliche Galerie Moritzburg (Einzelausstellung)